# Timana pauper
Timana pauper är en fjärilsart som beskrevs av W. Warren 1901. Timana pauper ingår i släktet Timana och familjen mätare. Inga underarter finns listade i Catalogue of Life.